# Contea di Fushun
La contea di Fushun (富顺县S, Fùshùn XiànP) è una contea della Cina, situata nella provincia di Sichuan e amministrata dalla prefettura di Zigong.